# 共松共赞
共日共赞（藏語：གང་རི་གང་བཙན་，威利转写：Gung-ri gung-btsan，630年代632年或633年—650年），又名共松共赞（藏語：གུང་སྲོང་གུང་བཙན་，威利转写：Gung-srong gung-btsan），或简称共松（藏語：གུང་སྲོང，威利转写：Gung-srong），是藏文史料记载中吐蕃赞普松赞干布唯一的一个儿子。
根据藏文史料记载，松赞干布有五个妻子。其中尼婆罗的尺尊公主、中国唐朝的文成公主都是虔诚的佛教徒，还有两个妻子是象雄和弥药（党项）的公主。最后一个出自如羊支部落，名叫芒妃墀江（藏語：མོང་བཟའ་ཁྲི་ལྕམ།），即共日共赞的母亲。共日共赞出生在查拉扎西谢耶康（藏語：བཀྲ་ཤིས་གཞལ་ཡས་ཁང，今拉萨西部吐龙谷）。松赞干布举行了汤饼盛宴，吐蕃的百姓唱起了欢快的歌曲，以庆祝共日共赞的出生。
根据《红史》、《贤者喜宴》、《西藏王统记》等藏文文献记载，松赞干布曾將王位传给共日共赞，但共日共赞仅仅执政五年就在布达拉宫逝世了，享年18岁。此后松赞干布复位，但不久后松赞干布也病死了。
共日共赞和吐谷浑的公主蒙洁墀嘎（藏語：མོང་རྗེ་ཁྲི་དཀར）生有一子芒松芒赞。松赞干布死后，由芒松芒赞继位。
共日共赞在位的事，汉文史料没有史实依据；而且根据在敦煌发现的藏文文献《大事记年》记载中也没有共日共赞担任赞普的事情，因此现在藏学界一般认为共日共赞没有即位。
共日共赞的陵墓位于敦卡达山（藏語：དོན་མཁར་མདའ），建在囊日论赞陵墓之左，称“共钦共日”陵（藏語：གུང་ཆེན་གུང་རི）。吐蕃王朝崩溃后，吐蕃爆发了各种属民奴隶起义（藏語：འབངས་ཀྱི་ཁེང་ལོག་རྣམས་རིམ་བར་བྱང）。877年，共日共赞位于敦卡达的陵墓被奴隶军首领尼雅氏（藏語：གཉགས）挖掘。